# North Country Beagle

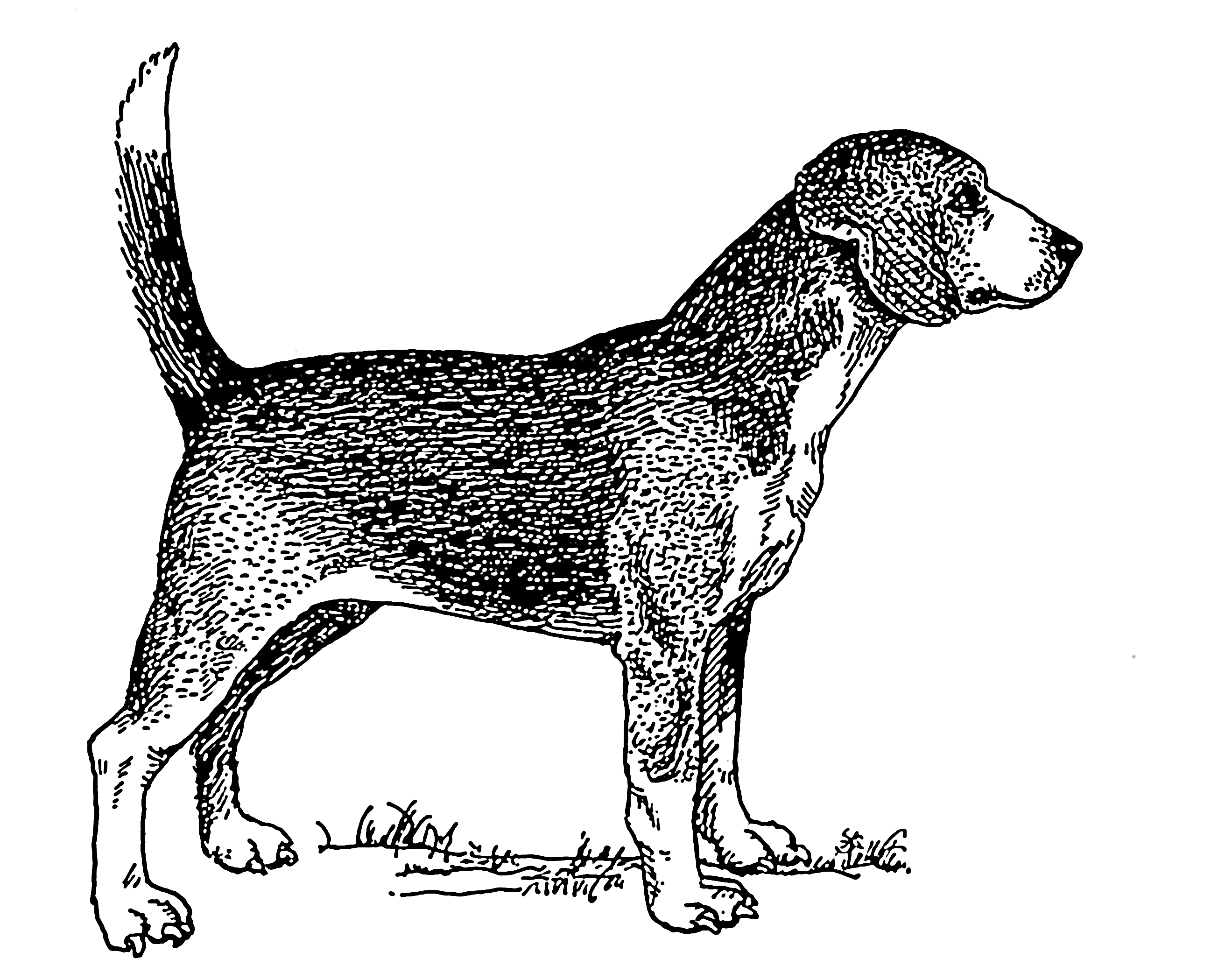
North Country Beagle

Il North Country Beagle o Beagle della campagna del nord o Cane da caccia del nord, o beagle settentrionale è una razza di cane estinta della Gran Bretagna, esistente probabilmente fino all'inizio del XIX secolo. La data esatta della sua estinzione è sconosciuta; potrebbe essere stato usato per incroci con altre razze, in particolare il moderno beagle, ciò fino all'estinzione del lignaggio del beagle settentrionale.